# Benő Káposzta
Benő Káposzta (Budapest, 7 giugno 1942 – Budapest, 11 agosto 2025) è stato un calciatore ungherese, di ruolo difensore.

## Palmarès

### Club
- Campionato ungherese: 7

Újpest: 1959-1960, 1969, 1970, 1970-1971, 1971-1972, 1972-1973, 1973-1974
- Coppa d'Ungheria: 2

Újpest: 1969, 1970

### Nazionale
- Oro olimpico: 1

Tokyo 1964